# Constrictividade
Constrictividade é um parâmetro adimensional usado para descrever processos de transporte (frequentemente difusão molecular) em meios porosos.
Constrictividade é vista como dependente da razão do diâmetro das partículas em difusão e o diâmetro do poro. O valor da constrictividade é sempre menor que 1. A constrictividade é definida não para um poro isoladom mas como um parâmetro do espaço inteiro considerado que contenha os poros.
A resistência ao transporte em meios porosos aumenta porque a viscosidade do fluido (o qual preenche os poros) aumenta na proximidade das paredes dos poros. Este efeito é importante em poros muito estreitos e em estreitamento do diâmetro dos poros para o mesmo tamanho do diâmetro das partículas em difusão. Constrictividade deve ser distinguida dos efeitos da difusão de Knudsen. A difusão de Knudsen ocorre quando a partícula interage com as paredes do poro mais que o faz com outras partículas devido ao largo caminho livre e poros estreitos. Constrictividade, por outro lado, depende da influência das paredes dos poros do fluido de preenchendo os poros.
Existe diversas fórmula empíricas usadas para estimar o valor da constrictividade.    Para geometrias de poros simples, a constrictividade pode ser infida da geometria média dos poros.   Na prática, a constrictividade conjuntamente com a porosidade e a tortuosidade são frequentemente usadas em modelos como parâmetros puramente empíricos para estabelecer as difusividades em meios porosos.
A constructividade como uma medida da constrição das vias de permeação de fluidos em um sólido pode ser importante no comportamento dos fenômenos de transporte em materiais porosos sob compressão, como na resistividade elétrica. A porosidade de amostras de sal-gema artificial varia de 5% a 42% e evidencia-se que o aumento da constrictividade nas propriedades de transporte é muito mais intensa do que a diminuição da porosidade das amostras mecanicamente compactadas.